# Anton Pannekoek
Antonie (Anton) Pannekoek (født 2. januar 1873, Vaassen, Gelderland, Holland, død 28. april 1960 Wageningen, Gelderland) var en hollandske astronom og marxistisk teoretiker. Han var en af teoretikerne bag rådskommunismen og medlem af Anden Internationale.

## Værker
| - 1902 – Dietzgen’s Philosophical Works - 1907 – Socialism & Religion - 1908 – Labor Movement & Socialism - 1908 – Two Sorts of Reforms - 1909 – The New Middle Class - 1909 – Marx and Darwin - 1910 – Prussia in Revolt - 1912 – Marxist Theory and Revolutionary Tactics - 1912 – Hope in the Future - 1917 – After the War Ends - 1918 – The German Revolution - 1919 – The German Election - 1919 – Socialisation - 1920 – World Revolution and Communist Tactics - 1922 – Irish Communist Policy - 1933 – The Personal Act - 1933 – Destruction as a Means of Struggle - 1934 – The Theory Of The Collapse Of Capitalism - 1936 – Party and Class | - 1936 – Trade Unionism - 1936 – Workers Councils - 1936 – State Capitalism and Dictatorship - 1936 – Party and Working Class - 1937 – Society and Mind in Marxian Philosophy - 1938 – General Remarks on the Question of Organization - 1940 – Why Past Revolutionary Movements Have Failed - 1942 – Materialism And Historical Materialism - 1944 – Anthropogenesis: A Study in the Origin of Man - 1946 – The Failure of the Working Class - 1947 – Religion - 1947 – Public Ownership and Common Ownership - 1947 – The Fight of the Working Class Against Capitalism - 1948 – Strikes - 1948 – Revolt of the Scientists - 1952 – Letter On Workers Councils - 1952 – The Politics Of Gorter - 1953 – Letter to Socialisme ou Barbarie |